# Famille Favaro
 (août 2012).
Si vous disposez d'ouvrages ou d'articles de référence ou si vous connaissez des sites web de qualité traitant du thème abordé ici, merci de compléter l'article en donnant les références utiles à sa vérifiabilité et en les liant à la section « Notes et références ».
La famille Favaro est une famille de la noblesse vénitienne, et qui a régné sur le duché de Favaro Veneto jusqu'en 1927.

## Histoire
Les Favaro sont une ancienne famille de la noblesse vénitienne, répartie dans diverses régions d'Italie. La maison est divisée en deux branches principales: l'une, la plus ancienne, avec résidence à Trévise et l'autre avec résidence à Padoue. La branche Trévise de la famille, a participé au XIIIe siècle au Conseil majeur de la république de Venise et s'est encore distinguée plus tard pour être le berceau d'une série d'hommes qui ont rendu son nom célèbre, dans les services ecclésiastiques et militaires. Parmi eux on peut compter, Tommaso, docteur des deux lois, florissant à Trévise, en 1490, Giacomo, capitaine d'armes, florissant à Trévise, en 1511, Domenico, propriétaire terrien dans la région de Trévise, Antonio, professeur de mathématiques né en 1847 -1922.
Les Favaro possède de nombreuses alliances dans les familles nobles et royales Italienne, Autrichienne, Espagnole mais aussi par le sang avec les maisons de Wettin, d'Oldenbourg, Habsbourg . La famille Altieri est également liée par le sang à la branche ainée des Favaro, par le mariage entre le duc Antonio Favaro Veneto et Bianca Altieri, membre de la famille du pape Clément X, et de nombreux cardinaux dont Vincenzo Maria Altieri.
Dès 1925, les pouvoirs s'inversent en Italie et Benito Mussolini obtient les pleins pouvoirs. Il fera voté un décret en 1926, qui conduira en exil de nombreuses familles de l'aristocratie italienne ne souhaitant pas le soutenir.
La famille Favaro est conduite en exil par Aldo primo Favaro, dernier duc de Favaro Veneto. Son fils aîné, né en 1928,  en tant qu'aîné et homme, reçoit à sa naissance le titre de marquis de Trévise (en italien: Marchese di Treviso). Cet exil cause la perte officielle en Italie des titres de la famille. 

## Titres
Duc de Favaro Veneto, Nobile de Padou , marquis de Trévise (avant le 2 juillet 1808, puis titre donné à l’héritier au titre de Duc).

## Personnalités
- Simone Favaro